# Station Borth
Borth is een spoorwegstation van National Rail in Ceredigion in Wales. Het station is eigendom van Network Rail en wordt beheerd door Transport for Wales. 

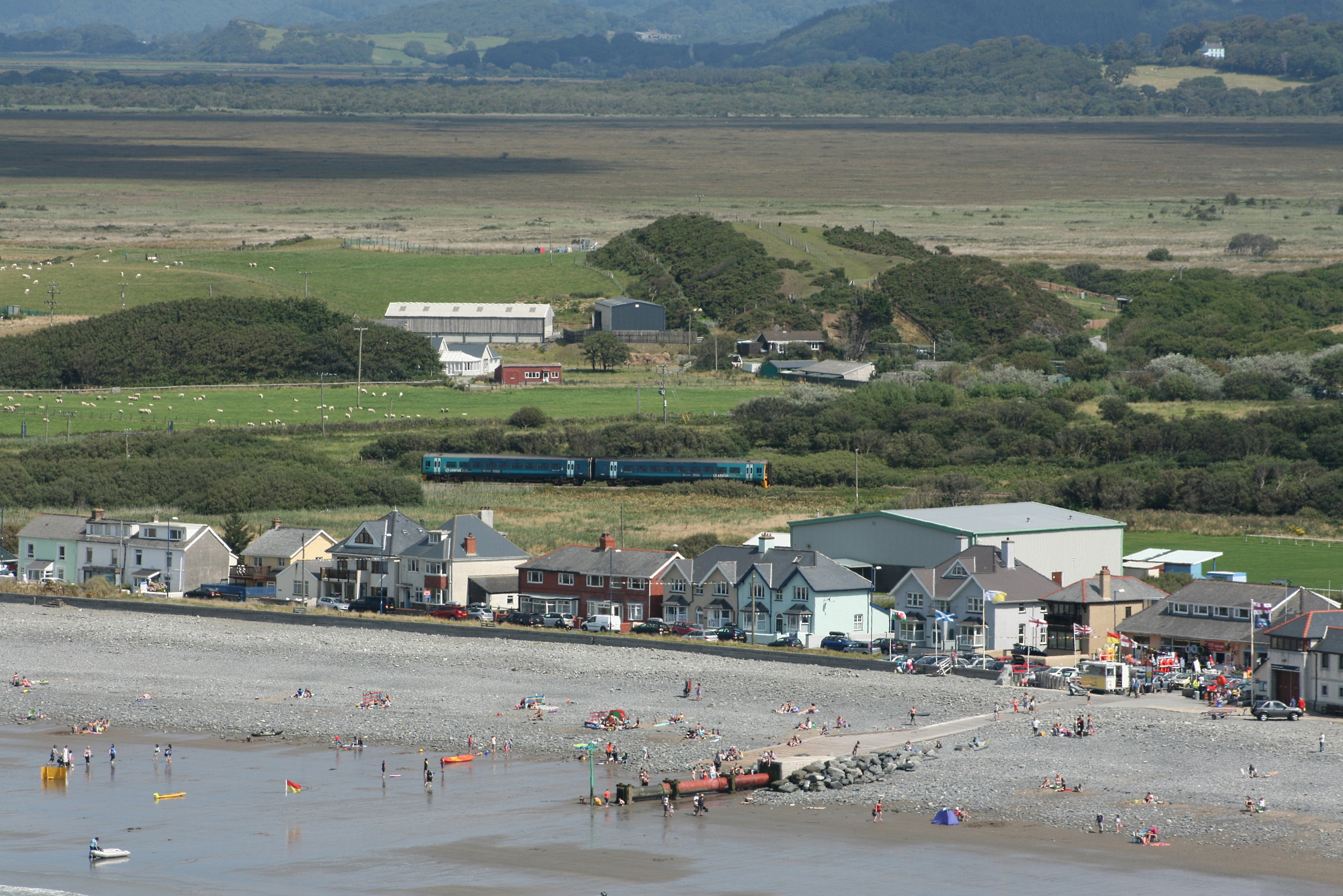
Trein nabij station Borth